# خالد العودة
خالد العودة هو والد فوزي العودة، أحد معتقلي غوانتانامو، ومؤسس لجنة الأسرة الكويتية، وهي مجموعة تأسست عام 2004 لزيادة الوعي العالمي بشأن سجناء غوانتانامو. وعلى مدار السنوات الخمس الماضية، شن خالد حملات قانونية وإعلامية وعلاقات عامة للترويج للحاجة إلى الإجراءات القانونية الواجبة لسجناء غوانتانامو. في عام 2004، رفع خالد قضية ابنه إلى المحكمة العليا في قضية رسول ضد بوش / العودة ضد بوش.

## سيرته
خالد مقدم متقاعد في القوات الجوية الكويتية، ولديه خمسة أطفال. وهو ملتزم بالسعي لتحقيق العدالة لابنه والمعتقلين الآخرين. يعيش خالد في مدينة الكويت، الكويت.

## الاستطلاع
علق العودة على استطلاع رأي حول مواقف الأميركيين تجاه معتقلي غوانتانامو. ووجد الاستطلاع أن:
- يعتقد نحو 60% من الأميركيين الذين شملهم الاستطلاع أن "السجناء المحتجزين في غوانتانامو يجب أن يحصلوا على جلسة استماع أمام قاض مستقل أو إطلاق سراحهم إلى بلدانهم الأصلية".
- 52% من الأميركيين الذين شملهم الاستطلاع يعتقدون أن "قانون اللجان العسكرية، وهو قانون جديد صدر في أكتوبر/تشرين الأول ويحرم "المقاتلين الأعداء" من الحق في الطعن في سجنهم أمام قاض مستقل، هو قانون غير عادل".
- أقل من 20 بالمائة من الأميركيين الذين شملهم الاستطلاع يعتقدون أن المعتقلين يجب أن يبقوا محتجزين لأجل غير مسمى.

قال العودة:
وقد حصل ابنه على جلسة استماع أمام قاضٍ فيدرالي، والذي حكم في 24 أغسطس/آب 2009 بأنه محتجز بشكل قانوني.
في 28 أكتوبر 2011، زارت مراسلة شبكة سي إن إن جينيفر فينتون منزل خالد العودة، حيث التقت وأجرت مقابلات مع العديد من أسرى غوانتانامو السابقين، بما في ذلك فؤاد الربيعة وعبد العزيز الشمري. وأفادت فينتون أن الأسرى السابقين كانوا يجتمعون بشكل روتيني في منزل العودة للحصول على الدعم المعنوي.